# Kanjiramkulam
Kanjiramkulam es una ciudad censal situada en el distrito de Thiruvananthapuram en el estado de Kerala (India). Su población es de 19902 habitantes (2011). Se encuentra a 20 km de Thiruvananthapuram y a 89 km de Kollam.

## Demografía
Según el censo de 2011 la población de Kanjiramkulam era de 19902 habitantes, de los cuales 9795 eran hombres y 10107 eran mujeres. Kanjiramkulam tiene una tasa media de alfabetización del 92,09%, superior a la media estatal del 94%: la alfabetización masculina es del 93,53%, y la alfabetización femenina del 90,71%.